# Encuentro con Tiber
Encuentro con Tiber (ISBN 0-340-62451-5) es una novela de ciencia ficción escrita por el astronauta Edwin Aldrin y el escritor de ciencia ficción John Barnes.

## Argumento
Al descubrirse evidencia en un futuro cercano de que seres inteligentes visitaron la tierra hace mucho tiempo y en medio de una coyuntura económica más favorable la NASA decide resucitar los vuelos espaciales tripulados a la Luna y a Marte.
Al mismo tiempo, se descubren unas transmisiones provenientes del Alfa Centauro que alertan sobre las visitas prehistóricas de estos extraterrestres y la existencia de una enciclopedia enterrada  en algún sitio del polo sur de la Luna y otra copia de ésta en un cráter en Marte.
La carrera espacial consiste primero en encontrar estas dos copias de la enciclopedia y después en realizar una misión al Alfa Centauro.
La narración es llevada a cabo por una mujer astronauta, quien durante su viaje al alfa centauro ocupa su tiempo escribiendo varias biografías, dos de las cuales son fundamentales para el descubrimiento de los artefactos extraterrestres y otras dos se refieren a las vidas de extraterrestres que visitaron el sistema solar hace 9000 años.